# Karl Paulin (Unternehmer)
Karl Paulin (Lebensdaten unbekannt) war ein deutscher Bauunternehmer aus Weimar.
Die von ihm errichteten, mehrheitlich jedoch in Auftrag gegebenen Villenbauten und Mietshäuser stammen aus der Zeit des Historismus. Er orientierte sich dabei mehrheitlich an der Formensprache der Neorenaissance. In der Denkmaltopographie Weimars ist Paulin von 1891 bis 1911 erwähnt. Seine meisten Spuren hinterließ Paulin beim Ausbau der Freiherr-vom-Stein-Allee. Zur Zeit der Erbauung seiner Villen hieß die neu angelegte Straße im Zuge der Süderweiterung der Stadt Carl-Alexander-Allee. Paulin hinterließ mit dem Mietshaus Hegelstraße 16 nachweisbaren Spuren in der Nähe der Altstadt von Weimar.

## Bauten, die Paulin errichtete bzw. errichten ließ
- 1899/00: Berkaer Straße 21 errichtet von Paulin nach dem Entwurf von Rudolf Zapfe
- 1892/93: Freiherr-vom-Stein-Allee 5, Entwurf von Hugo Weiß, Umbauten nach Entwürfen von Rudolf Zapfe und Bruno Röhr
- 1893: Freiherr-vom-Stein-Allee 7, Entwurf von Hugo Weiß
- 1894: Freiherr-vom-Stein-Allee 11, Entwurf von Alfred-Speiser
- 1893/94: Freiherr-vom-Stein-Allee 14, errichtet von Paulin nach dem Entwurf von Hugo Weiß
- 1897/98: Freiherr-vom-Stein-Allee 15, Entwurf von Rudolf Zapfe
- 1895: Freiherr-vom-Stein-Allee 22, Entwurf von Rudolf Schmidt
- 1891: Hegelstraße 16, Entwurf von Hugo Weiß
- 1891/92: Hegelstraße 18, Entwurf von Hugo Weiß
- 1901/02: Helmholtzstraße 8, Entwurf von Rudolf Schmidt
- 1911: Kantstraße 12, errichtet von Paulin nach dem Entwurf von Wilhelm Müller